# Bé d'interès cultural
|  | Si cerqueu la figura jurídica de protecció andorrana, vegeu-ne «Bé d'Interès Cultural (Andorra)». |

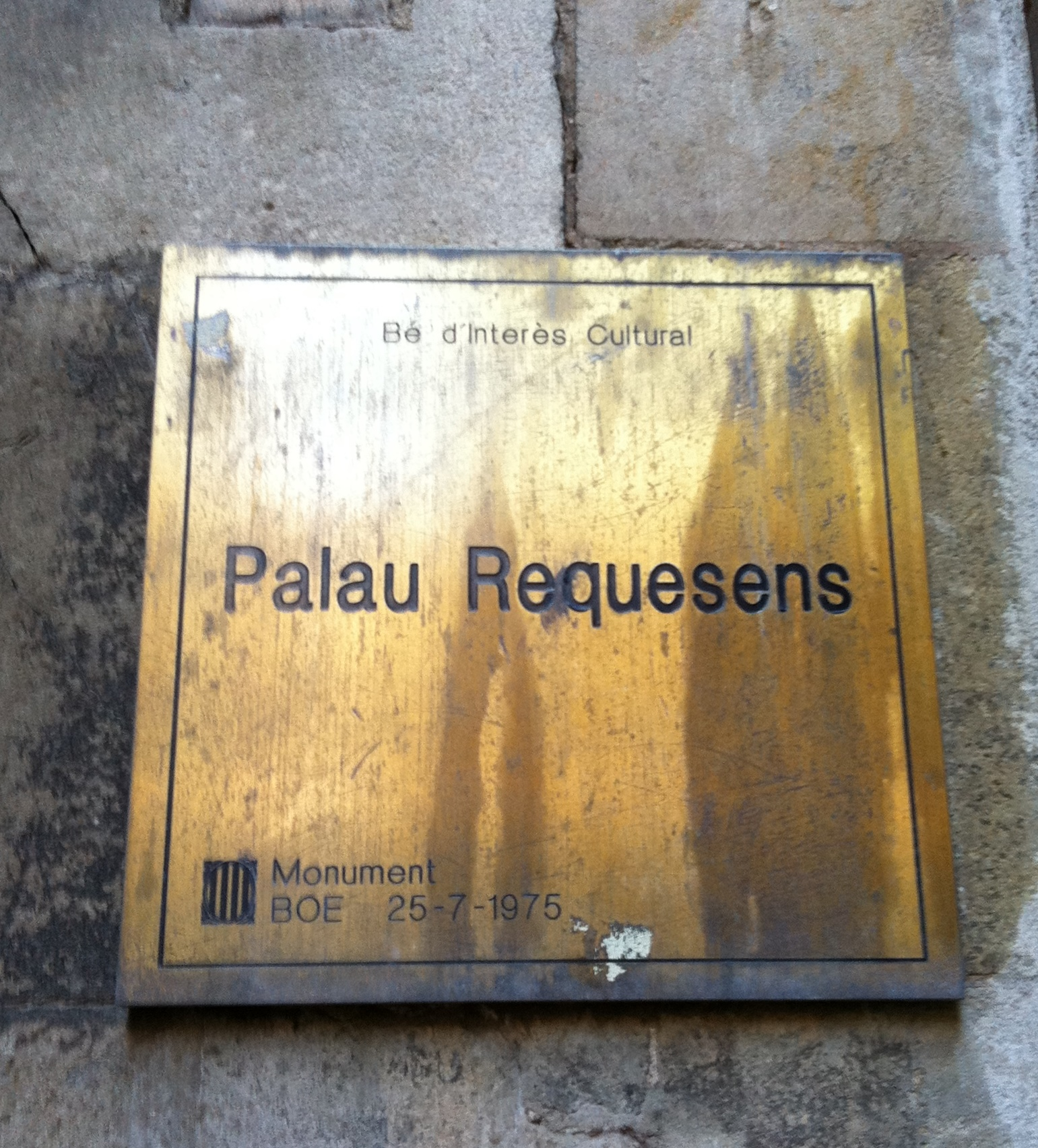
Placa d'un monument declarat Bé d'Interès Cultural el 1975

Bé d'interès cultural (també conegut per les seves sigles BIC) és una figura jurídica de protecció del patrimoni històric espanyol, tant moble com immoble. Anteriorment, aquest mateix nivell de protecció es reconeixia en l'àmbit espanyol com a monument nacional.

## Concepte i regulació
La declaració legal denominada Bé d'Interès Cultural és una figura de protecció regulada per la Llei 16/1985, de 25 de juny, del Patrimoni Històric Espanyol.
Els governs de Catalunya, País Basc i Galícia van interposar un recurs d'inconstitucionalitat, ja que els seus estatuts atorguen competència exclusiva sobre cultura. Per sentència del Tribunal Constitucional 17/1991 es va reconèixer que corresponia a aquestes autonomies la declaració i gestió dels Béns d'Interès Cultural. Posteriorment s'ha anat transferint a totes les comunitats autònomes. A Catalunya i el País Basc el nom varia, («bé cultural d'interès nacional» a Catalunya i «bé qualificat» al País Basc), però el procés de declaració ve a ser el mateix. A Catalunya, el patrimoni històric i la declaració de BCIN es regeixen per la Llei 9/1993, de 30 de setembre i al País Valencià, el patrimoni cultural valencià està regulat per la Llei 4/1998, d'11 de juny.

## Definició legal
Segons preveu la mateixa Llei, un BIC és qualsevol immoble i objecte moble d'interès artístic, històric, paleontològic, arqueològic, etnogràfic, científic o tècnic, que hagi estat declarat com a tal per l'administració competent. També pot ser declarat com BIC, el patrimoni documental i bibliogràfic, els jaciments i zones arqueològiques, així com els llocs naturals, jardins i parcs, que tinguin, valor artístic, històric o antropològic.

## Categories
La Llei preveu les següents categories per a la declaració d'un Bé d'Interès Cultural:

### Monument
Són aquells béns immobles que constitueixen realitzacions arquitectòniques o d'enginyeria, o obres d'escultura colossal, sempre que tinguin interès històric, artístic, científic o social.
Està declarada Bé d'Interès Cultural, categoria monument, per exemple la Catedral de Burgos o la catedral de Lleó.

### Jardí històric
És l'espai delimitat, producte de l'ordenació humana d'elements naturals, de vegades complementat amb estructures de fàbrica i estimat d'interès en funció del seu origen o passat històric, o dels seus valors estètics, sensorials o botànics.
Estan declarats jardins històrics, per exemple, els Jardins d'Aranjuez.

### Conjunt històric
És l'agrupació d'immobles que formen una unitat d'assentament, contínua o dispersa, condicionada per una estructura física representativa de l'evolució d'una comunitat humana per ser testimoni de la seva cultura o constituir un valor d'ús i gaudi per a la col·lectivitat. Així mateix, és Conjunt Històric qualsevol nucli individualitzat d'immobles compresos en una unitat superior de població que reuneixi aquestes mateixes característiques i pugui clarament ser delimitat.
Són per exemple, conjunts històrics, el poble de Buitrago del Lozoya (Madrid), la ciutat de Granada, el Nucli Antic de Càceres o la ciutat de Lleó

### Lloc històric
És el lloc o paratge natural, vinculat a esdeveniments o records del passat, a tradicions popular, creacions culturals o de la naturalesa, i a obres de l'home, que tenen valor històric, etnològic, paleontològic o antropològic.
Han estat declarats com a Lloc Històric, entre d'altres, el Lloc Històric de l'Alpujarra o el Lloc Històric de les Mines de Riotinto, aquest últim a Huelva.

### Zona arqueològica
És el lloc o paratge natural on hi ha béns mobles o immobles susceptibles de ser estudiats amb metodologia arqueològica, hagin estat o no extret i tant si es troben a la superfície, al subsòl o sota les aigües espanyoles.
Són així, zones arqueològiques, la Cova d'Altamira o les restes de la ciutat d'Itàlica, a Sevilla.

## Declaració de BIC
Conforme a l'establert a la Llei 16/1985, perquè un element patrimonial passi a formar part del Catàleg de Béns d'Interès Cultural d'Espanya, cal que s'incoï un expedient per l'administració competent (encara que pot fer-se a sol·licitud d'entitats o particulars). Una vegada incoat l'expedient, se li aplica al bé patrimonial, amb caràcter preventiu, tota la protecció jurídica prevista en les lleis.
L'expedient es resol per acord, bé del consell de govern de la comunitat autònoma, mitjançant decret (quan tingui transferida aquesta competència), bé pel Consell de Ministres a proposta del Ministeri de Cultura, mitjançant reial decret.
En alguns casos, i van quedar automàticament declarats BIC els llocs amb art rupestre prehistòric i els castells d'Espanya i les seves ruïnes.

### Tramitació de la declaració d'un bé com BIC
La declaració d'un bé com BIC, exigeix la tramitació d'un expedient, que ha d'incloure una sèrie de documents i informació concreta sobre els béns a declarar.

#### Justificació de la declaració de valors
- Valors històrics-artístics. Es refereix al patrimoni tradicional, marcat valor de l'Antiguitat.
- Valor artístic. L'estètic és el que defineix l'estil. Hem de tenir un coneixement dels estils (com l'eclecticisme, l'arquitectura tradicional).
- Valor tipològic. Com a element classificador, per exemple, esglésies (circular, longitudinal, de saló…;), en el cas dels habitatges trobem la casa tradicional cristiana o mudèjar (casa-pati) del segle XVI-XIX, a partir d'aquí sorgeixen diversos subtipus depenent de la seva organització, el segle xix es distingeixen els habitatges col·lectius i els habitatges unifamiliars.
- Valor urbanístic. Influència del lloc on se situï, turó, plaça, entre carrers estrets, etc. associat al valor d'imatge (afegit recentment).
- Valor d'imatge o paisatgístic.
- Valor d'identitat. És un valor que ha estat afegit recentment, es relaciona amb la importància que té un immoble per a una societat com a element significatiu i identificador.

#### Descripció i anàlisi de l'immoble
Es tracta de la descripció física, els materials que utilitza, que tipologia té, suports, l'espai (ubicació de les estades), etc. es tracta d'una descripció literal. Hem de tenir en compte tres parts: la volumetria, la tipologia i els materials.
És necessari, a més, especificar les parts del BIC i les accessòries si les tingués.

#### Declaració de l'entorn
La declaració de l'entorn del BIC va aparèixer el 1985, l'entorn és un àmbit de protecció no només del BIC, sinó tot el que l'envolta. Necessita una justificació dels següents aspectes:
1. Anàlisi de l'evolució de la zona, com ha anat funcionant i configurant-se.
2. Valor de la imatge. Relació que s'estableix entre l'immoble i els edificis adjacents, les visuals de l'entorn.
3. Descripció de l'entorn. Descripció literal de l'immoble. Numeració (illa de cases, parcel·la, carrer i núm. postal).

#### Relació de béns mobles
Els criteris de valoració han anat variant al llarg de la història, al principi només incloïa el més destacat, després hi va haver una posició d'incloure-ho tot, però dur-lo a terme era complicat. En l'actualitat ha tornat a un valor de selecció.
És necessari justificar els béns que es protegeixen, en l'actualitat gairebé tots els béns mobles estan en un inventari pel que el treball, tant textual com gràfic, és bàsicament bibliogràfic, aquestes fitxes recullen l'anàlisi del material, la tècnica, cronologia, el grau de conservació, etc.

#### Dades dels béns
- Dades històriques i de la seva època. Tota la seva història és una tasca bàsicament de documentació bibliogràfica.
- Estil. Diferenciar on es donen els estils en l'immoble (ubicar-lo en un context).
- Autor. En molts casos l'autor de l'obra és desconegut.
- Bibliografia i fonts documentals. Treball científic-metodològic, els llibres consultats.
- Estat de la conservació. Aquí es recorre a un arquitecte (estat de l'edifici, prioritat d'intervenció, intervencions històriques).
- L'ús de l'immoble.
- Observacions.
- Anàlisi del planejament municipal territorial:

1. Figura del planejament vigent.
2. Anàlisi de la normativa Què estableix?
3. Propostes de millora de la normativa.
4. Relació dels immobles afectats per l'entorn.

### Conseqüències de la declaració com BIC
Un bé cultural, en ser declarat BIC:
- Serà de domini públic (distingint "domini públic" de "propietat privada"; un particular pot ser propietari d'un BIC, però l'Administració protegirà el valor artístic, històric, espiritual del bé)
- Necessitarà autoritzacions per a qualsevol obra o modificació (tant en béns immobles -edificis- com mobles -una pintura per exemple-, és a dir, es necessitarà autorització per restaurar una pintura i autorització per pintar la façana d'un edifici BIC)
- Tindrà obligació de facilitar inspecció, visita pública i investigació (si el BIC és de propietat privada, el propietari haurà de facilitar la seva visita determinats dies al mes -normalment 4- per exemple, un castell propietat d'un Comte, aquest l'haurà d'obrir al públic certs dies al mes, prèviament acordats amb l'Administració).
- Tindrà privilegis fiscals. El propietari d'un BIC pot rebre ajuts per al seu manteniment, restauració, etc.
- Són inseparables del seu entorn i inexportables. Això inclou els béns mobles (pintures, joies), que és il·legal treure'ls del país.
- Des de la incoació de l'expedient es poden parar les llicències d'obres.
- En el cas dels immobles, serà obligatori redactar un pla especial o protegir-los amb qualsevol altra figura del planejament.

## Declaració genèrica
Per una disposició addicional de la llei de 1983, van passar a ser Béns d'Interès Cultural una sèrie d'elements protegits genèricament per diversos decrets:
- Decret de 22 d'abril de 1949 sobre la protecció de castells, independentment del seu estat de ruïna.
- Decret d'1 de març de 1962, i per això determinats museus són declarats monuments, incloent-hi la col·lecció i l'edifici on es trobi mentre sigui destinat a aquesta finalitat.[5]
- Decret 571/1963, de 14 de març sobre protecció d'escuts, emblemes, pedres heràldiques, rotlles de justícia, creus de terme i similars, de més de 100 anys d'antiguitat.
- Decret 2563/1966, amb el qual es declaren com a monuments nacionals totes les construccions megalítiques, coves prehistòriques i altres restes prehistòriques i protohistòriques de les illes de Mallorca i Menorca, independentment del seu estat.
- Decret 449/1973, de 22 de febrer, sobre hórreos o cabazos existents a Astúries i Galícia, de més de 100 anys d'antiguitat.